# 新達奇內 (阿爾切夫斯克區)
48°35′27″N 39°0′41″E / 48.59083°N 39.01139°E
新達奇内（烏克蘭語：Новодачне）是位於烏克蘭東部的村莊，由盧甘斯克州阿爾切夫斯克區的濟莫希里亞市鎮負責管轄。該村始建於1951年，面積0.38平方公里，海拔高度53米，2001年人口99，人口密度每平方公里260.5人。